# Nowa fala
Nowa fala, česky Nová vlna, bylo polské literární hnutí, někdy nazývané též Generace 68, jež spojovalo mladé básníky, kteří vstoupili do literatury okolo roku 1968.
Jádrem hnutí byla krakovská básnická skupina Teraz, k jejímž lídrům patřil Adam Zagajewski, a poznaňská skupina Próby, jejímiž nejvýraznějšími představiteli byli Stanisław Barańczak a Ryszard Krynicki. Představitelé hnutí se nacházeli i v Łodži, Varšavě a Vratislavi. Hnutí uspořádalo i vlastní sjezd v Těšíně roku 1971. Hlavní tribunou Nové vlny byl krakovský časopis Student, založený v roce 1967, zejména pak jeho příloha Młoda Kultura. Básník Julian Kornhauser definoval program skupiny jako „naivní realismus“. Autorům šlo o mnohem větší spjatost s realitou, která podle nich u starších básníků byla malá (útočili v tomto smyslu zejména na skupinu Orientacja Poetycka Hybrydy). Typickou poetickou metodou bylo využití slov někoho jiného jako básnického materiálu – především frází novin, úřadů nebo jazyka ulice. Někdy byl užíván ve spojení s Novou vlnou i pojem „publicistická báseň“. Souviselo to též s osudovou generační zkušeností března 1968 v Polsku, kdy režim rozbil protestní studentské hnutí za pomoci zběsilé mediální kampaně, mj. antisemitské. Další zásadní zkušeností byly protesty v prosinci 1970, krvavě potlačené bezpečnostními složkami. Jazyková manipulace byla tudíž nutně základním tématem. Autoři provedli několik výpadů na území románu, přesto Nová vlna zůstala hnutím především básnickým. Kolem roku 1976 se cesty jednotlivých umělců zařazených do Nové vlny začaly rozcházet, někteří odešli do protirežimní opozice a do samizdatu.